# Senritsu Kaiki File Kowasugi File 01: Operation Capture the Slit-Mouthed Woman
Senritsu Kaiki File Kowasugi File 01: Operation Capture the Slit-Mouthed Woman (貞子vs伽椰子戦慄怪奇ファイル コワすぎ!FILE-01【口裂け女捕獲作戦】?) è un film del 2012 diretto da Kōji Shiraishi. 
Questo è il primo di una serie di mockumentary horror (Senritsu Kaiki File Kowasugi), ognuno dedicato ad una leggenda metropolitana. La serie conterà otto film in home video, un film uscito nelle sale e nove spin-off.
L'"ornamento maledetto per capelli" che compare in questo primo episodio, diventa un elemento chiave nei successivi.

## Trama
Un video in cui una donna alta, con la mascherina e un trench si comporta in modo sospetto in una zona residenziale, viene inviato al regista Kudo. Questi ritiene che possa trattarsi della cosiddetta "Donna dalla bocca spaccata" ("Slit-Mouthed Woman") o Kuchisake-onna, protagonista di una famosa leggenda metropolitana molto popolare negli anni '80.
Kudo, con la sua assistente Ichikawa e il cameraman Tashiro incontrano gli autori del video, Yano Akira e Kitamura Kazufumi, e quindi analizzano lo stesso recandosi sul posto. Provato che la donna si muove con straordinaria velocità, scoprono che nel quartiere hanno iniziato ad apparire dei graffiti inquietanti. Chiedendo in giro nel vicino parco apprendono dai senzatetto che effettivamente lì viveva e continua a vedersi sovente una donna alta, pare caratterizzata anche da uno sgradevole olezzo. Interrogato un uomo senza fissa dimora, sullo stesso viene notato uno strano ornamento al braccio, una sorta di treccia di capelli tagliata, a suo dire, dono della "Kuchisake-onna".
Esaminati i graffiti si ritiene che contengano una specie di maledizione, così fanno visita a Inui, esperta medium, per saperne di più. Tra tentennamenti della medium e rudezze di Kudo, si arriva a ipotizzare un'identità alla donna misteriosa, che avrebbe avuto una relazione con il fratello minore di Inui, ma per farli rompere, le venne lanciata una maledizione a seguito della quale sparì. Si dice inoltre che l'amuleto del senzatetto sia maledetto e che chiunque lo indossi morirà.
Cercando di ricontattare il senzatetto con cui avevano parlato, Kudo e gli altri assistono all'investimento dello stesso, che muore di fronte ai loro occhi. 
Vengono piazzate delle telecamere fuori da un appartamento dello stesso quartiere, nel quale vanno ad abitare Yano e Kitamura. I due, prima ricevono una chiamata sospetta, quindi ascoltano bussare alla loro porta più volte, verificando poi dalle telecamare installate fuori che a trovarli era giunta proprio la donna misteriosa, poi andata via. Kudo aveva intenzione di catturare la donna per poter girare poi dei DVD di sicuro successo, ma l'impresa si dimostra superiore alle loro possibilità.